# Petulanos intermedius
Petulanos intermedius är en fiskart som först beskrevs av Winterbottom, 1980.  Petulanos intermedius ingår i släktet Petulanos och familjen Anostomidae. Inga underarter finns listade i Catalogue of Life.